# Al-Muhtadi
Abu Ishaq Muhammad al-Muhtadi bi-'llah ibn al-Wathiq (arabisch أبو إسحاق محمد المهتدي بالله بن الواثق, DMG Abū Isḥāq Muḥammad al-Muhtadī bi-'llāh b. al-Wāṯiq; † 21. Juni 870) war der vierzehnte Kalif der Abbasiden (869–870).
Al-Muhtadi galt als frommer Mann und wurde von den Mördern des al-Muʿtazz (866–869) als Kalif inthronisiert. Entgegen den Erwartungen gab er sich aber nicht als Marionette für die türkischen Garden her, sondern versuchte die Rivalitäten zwischen deren Offizieren auszunutzen. Da er aber keine Hausmacht in Samarra hatte, wurde er schon am 21. Juni 870 ermordet. Den letzten Impuls gab wohl, dass er sich mit nicht-türkischen Militärs umgab, unter anderem den Maghāriba und Farāghina, die aber in kurzer Zeit von türkischen Truppen beseitigt wurden. Schutzlos floh der Kalif auf die Straßen von Samarra, wo er verhaftet und umgehend hingerichtet wurde. Unter seinem Nachfolger al-Mu'tamid (870–892) gelang den Abbasiden wieder die Stabilisierung ihrer Herrschaft.